# إيبيروبيسين
إيبيروبيسين (بالإنجليزية: Epirubicin)‏ هو دواء يُستعمل في علاج:
- سرطان الثدي[7]
- سرطان القنوات الغازية[8]

## دوره
يلعب هذا الدواء دورًا في علاج الأمراض كونه:
- مثبط الحمض النووي